# Olympische Sommerspiele 2008/Leichtathletik – Stabhochsprung (Frauen)

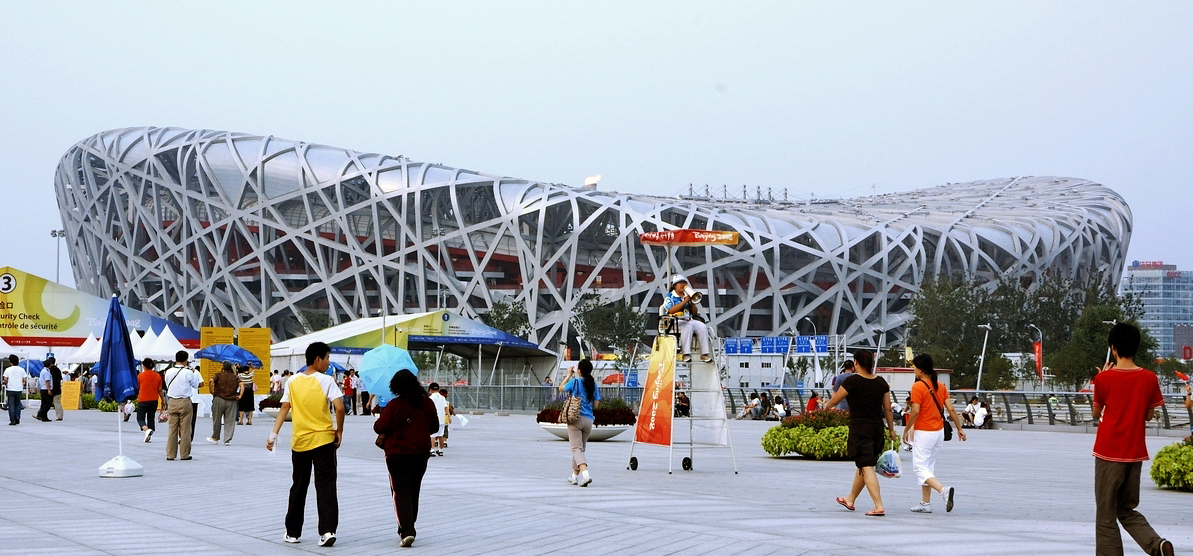
Das Vogelnest – Olympiastadion von Peking

Der Stabhochsprung der Frauen bei den Olympischen Spielen 2008 in Peking wurde am 16. und 18. August 2008 ausgetragen. 36 Athletinnen nahmen teil.
Olympiasiegerin wurde die Russin Jelena Issinbajewa, die mit 5,05 m einen neuen Weltrekord aufstellte. Die US-Amerikanerin Jennifer Stuczynski gewann die Silbermedaille, Bronze ging an Swetlana Feofanowa, ebenfalls aus Russland.

## Aktuelle Titelträgerinnen
| Olympiasiegerin 2004                       | Jelena Issinbajewa ( Russland)                            | 4,91 m                                                    | Athen 2004          |
| Weltmeisterin 2007                         | Jelena Issinbajewa ( Russland)                            | 4,80 m                                                    | Ōsaka 2007          |
| Europameisterin 2006                       | Jelena Issinbajewa ( Russland)                            | 4,80 m                                                    | Göteborg 2006       |
| Panamerikanische Meisterin 2007            | Fabiana Murer ( Brasilien)                                | 4,60 m                                                    | Rio de Janeiro 2007 |
| Zentralamerika- und Karibik-Meisterin 2008 | Milena Jazmin Agudelo ( Kolumbien)                        | 4,10 m                                                    | Cali 2008           |
| Südamerika-Meisterin 2007                  | Fabiana Murer ( Brasilien)                                | 4,50 m                                                    | São Paulo 2007      |
| Asienmeisterin 2007                        | Roslinda Samsu ( Malaysia)                                | 4,20 m                                                    | Amman 2007          |
| Afrikameisterin 2004                       | Leila Ben Youssef ( Tunesien)                             | 4,00 m                                                    | Addis Abeba 2008    |
| Ozeanienmeisterin 2008                     | Stabhochsprung der Frauen nicht im Meisterschaftsprogramm | Stabhochsprung der Frauen nicht im Meisterschaftsprogramm | Saipan 2008         |

## Rekorde

### Bestehende Rekorde
| Weltrekord         | 5,04 m | Jelena Issinbajewa ( Russland) | Monaco                        | 29. Juli 2008   |
| Olympischer Rekord | 4,91 m | Jelena Issinbajewa ( Russland) | Finale OS Athen, Griechenland | 24. August 2004 |

### Rekordverbesserungen
In diesem Wettbewerb wurde zunächst der bestehende olympische Rekord und anschließend auch der Weltrekord verbessert.
- Olympischer Rekord: 4,95 m – Jelena Issinbajewa (Russland), Finale am 18. August, dritter Versuch
- Weltrekord: 5,05 m – Jelena Issinbajewa (Russland), Finale am 18. August, dritter Versuch

## Legende
Kurze Übersicht zur Bedeutung der Symbolik – so üblicherweise auch in sonstigen Veröffentlichungen verwendet:
| – | verzichtet                            |
| o | übersprungen                          |
| x | ungültig                              |
| r | Wettkampf nicht fortgesetzt (retired) |

## Qualifikation
16. August 2008, 10:10 Uhr
Die Qualifikation wurde in zwei Gruppen durchgeführt. Die Qualifikationshöhe für den direkten Finaleinzug betrug 4,60 m. Außer Jelena Issinbajewa, die diese Höhe übersprang (hellblau unterlegt) ging keine weitere Springerin die 4,60 m überhaupt an, da klar war, dass 4,50 m für die Finalteilnahme reichen würden. Neben Issinbajewa qualifizierten sich elf weitere Athletinnen für dieses Finale.

### Gruppe A
| Platz | Name                  | Nation              | 4,00 m | 4,15 m | 4,30 m | 4,40 m | 4,50 m | 4,60 m | Höhe |
| ----- | --------------------- | ------------------- | ------ | ------ | ------ | ------ | ------ | ------ | ---- |
| 1     | Jelena Issinbajewa    | Russland            | –      | –      | –      | –      | –      | o      | 4,60 |
| 2     | Gao Shuying           | Volksrepublik China | –      | –      | o      | o      | o      | –      | 4,50 |
| 3     | Swetlana Feofanowa    | Russland            | –      | –      | –      | xo     | o      | –      | 4,50 |
| 3     | April Steiner Bennett | USA                 | –      | –      | xo     | o      | o      | –      | 4,50 |
| 5     | Monika Pyrek          | Polen               | –      | –      | –      | o      | xo     | –      | 4,50 |
| 6     | Carolin Hingst        | Deutschland         | –      | o      | xo     | o      | xo     | –      | 4,50 |
| 7     | Naroa Agirre          | Spanien             | o      | o      | o      | xo     | xxx    |        | 4,40 |
| 8     | Anastasija Reiberger  | Deutschland         | –      | o      | xo     | xo     | xxx    |        | 4,40 |
| 9     | Joanna Piwowarska     | Polen               | xo     | o      | xo     | xxx    |        |        | 4,30 |
| 9     | Afroditi Skafida      | Griechenland        | –      | xo     | xo     | xxx    |        |        | 4,30 |
| 9     | Sandra Tavares        | Portugal            | o      | xo     | xo     | xxx    |        |        | 4,30 |
| 12    | Marion Buisson        | Frankreich          | o      | o      | xx–    | r      |        |        | 4,15 |
| 13    | Natalia Kuschtsch     | Ukraine             | –      | xxo    | –      | xxx    |        |        | 4,15 |
| 13    | Li Ling               | Volksrepublik China | –      | xxo    | xxx    |        |        |        | 4,15 |
| 13    | Yarisley Silva        | Kuba                | –      | xxo    | xxx    |        |        |        | 4,15 |
| 16    | Alejandra García      | Argentinien         | xxo    | xxo    | xxx    |        |        |        | 4,15 |
| 17    | Leila Ben Youssef     | Tunesien            | xo     | xxx    |        |        |        |        | 4,00 |
| 17    | Vanessa Vandy         | Finnland            | xo     | xxx    |        |        |        |        | 4,00 |

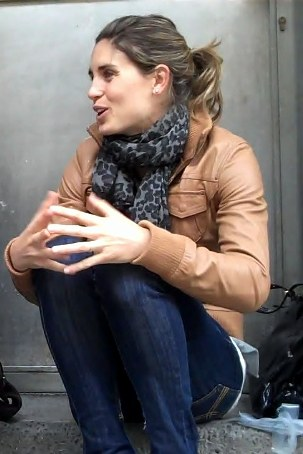
Naroa Agirre – ausgeschieden mit 4,40 m

Weitere in Qualifikationsgruppe A ausgeschiedene Stabhochspringerinnen:

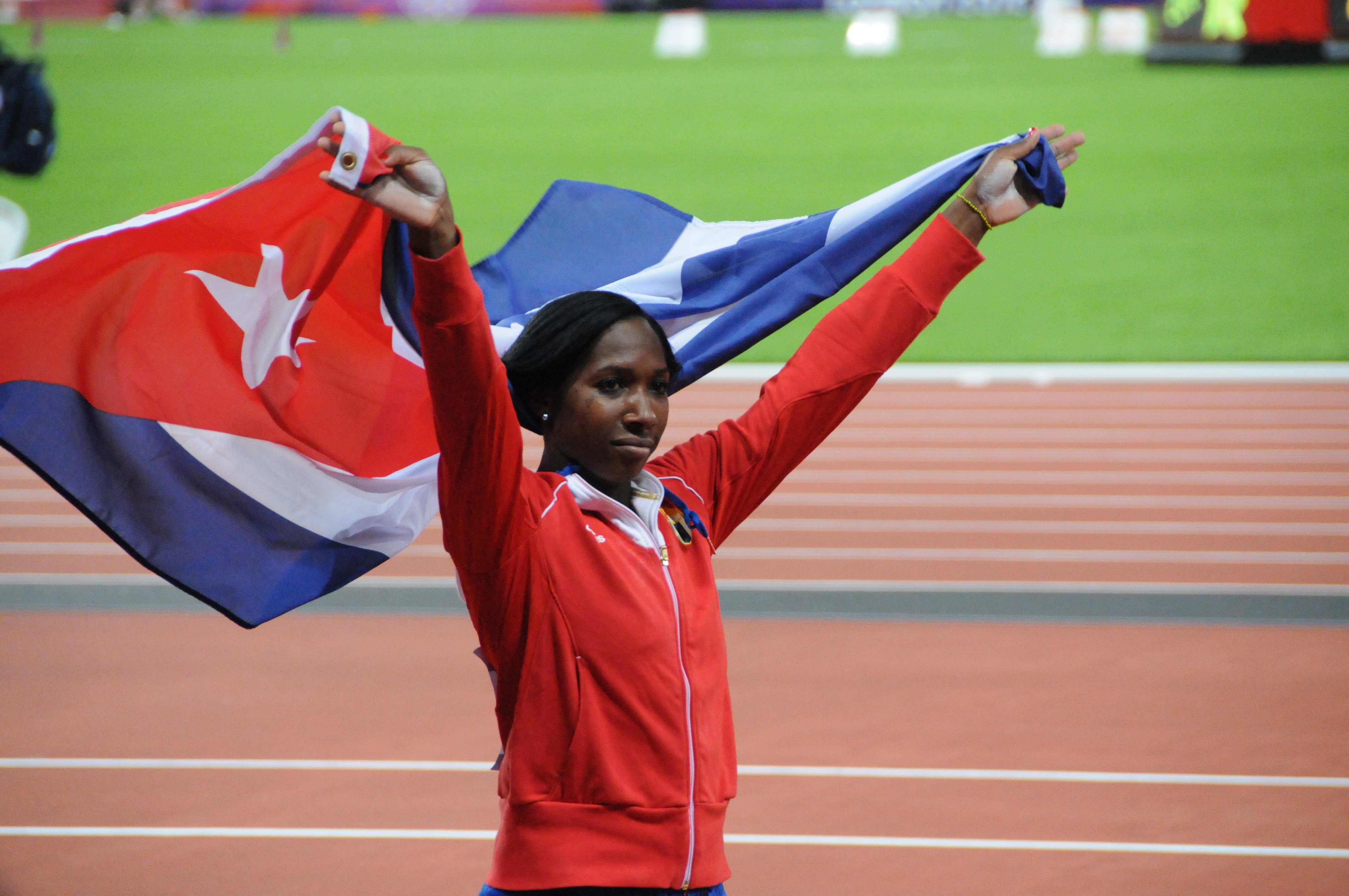
Yarisley Silva – 4,15 m
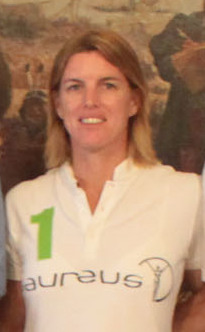
Alejandra García – 4,15 m
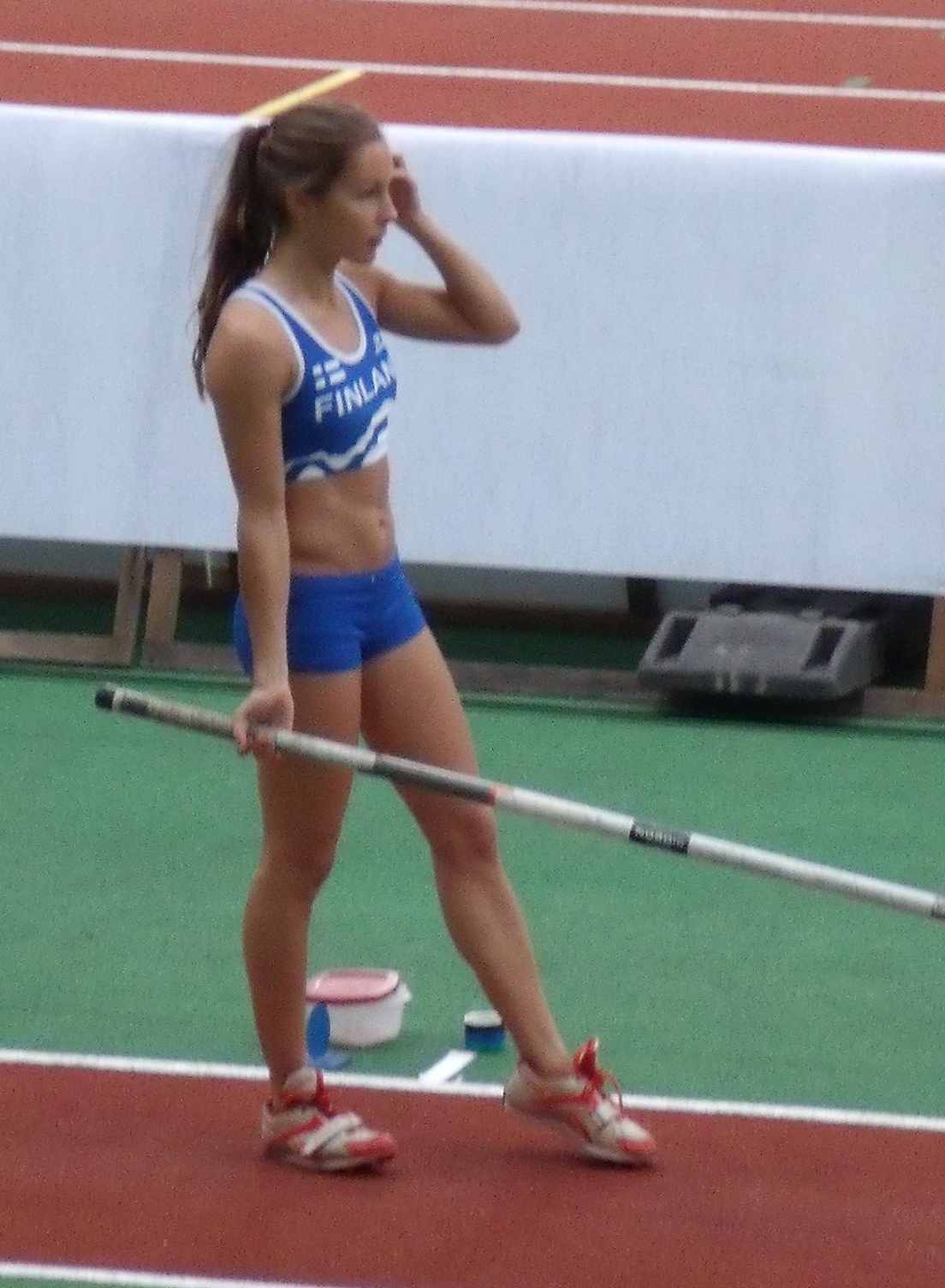
Vanessa Vandy – 4,00 m

### Gruppe B
| Platz | Name                   | Nation              | 4,00 m | 4,15 m | 4,30 m | 4,40 m | 4,50 m | Höhe | Anmerkung |
| ----- | ---------------------- | ------------------- | ------ | ------ | ------ | ------ | ------ | ---- | --------- |
| 1     | Vanessa Boslak         | Frankreich          | –      | o      | o      | o      | o      | 4,50 |           |
| 1     | Fabiana Murer          | Brasilien           | –      | –      | –      | o      | o      | 4,50 |           |
| 1     | Jennifer Stuczynski    | USA                 | –      | –      | –      | –      | o      | 4,50 |           |
| 4     | Anna Rogowska          | Polen               | –      | –      | –      | o      | xo     | 4,50 |           |
| 5     | Julija Golubtschikowa  | Russland            | –      | –      | o      | xo     | xo     | 4,50 |           |
| 6     | Silke Spiegelburg      | Deutschland         | –      | –      | xxo    | o      | xo     | 4,50 |           |
| 7     | Kate Dennison          | Großbritannien      | xo     | xo     | xo     | xxo    | xxx    | 4,40 | PBe       |
| 8     | Alana Boyd             | Australien          | –      | –      | o      | xxx    |        | 4,30 |           |
| 8     | Roslinda Samsu         | Malaysia            | o      | o      | o      | xxx    |        | 4,30 |           |
| 10    | Kelsie Hendry          | Kanada              | –      | –      | xo     | xxx    |        | 4,30 |           |
| 11    | Nicole Büchler         | Schweiz             | xxo    | o      | xxo    | xxx    |        | 4,30 |           |
| 12    | Thórey Edda Elisdóttir | Island              | –      | o      | xxx    |        |        | 4,15 |           |
| 13    | Zhou Yang              | Volksrepublik China | xo     | o      | xxx    |        |        | 4,15 |           |
| 14    | Krisztina Molnár       | Ungarn              | xxo    | o      | xxx    |        |        | 4,15 |           |
| 15    | Nikoleta Kyriakopoulou | Griechenland        | –      | xxo    | xxx    |        |        | 4,15 |           |
| 16    | Anna Fitídou           | Zypern              | xxo    | xxx    |        |        |        | 4,00 |           |
| NM    | Kateřina Baďurová      | Tschechien          | xxx    |        |        |        |        | ogV  |           |
| NM    | Erica Bartolina        | USA                 | –      | –      | xxx    |        |        | ogV  |           |

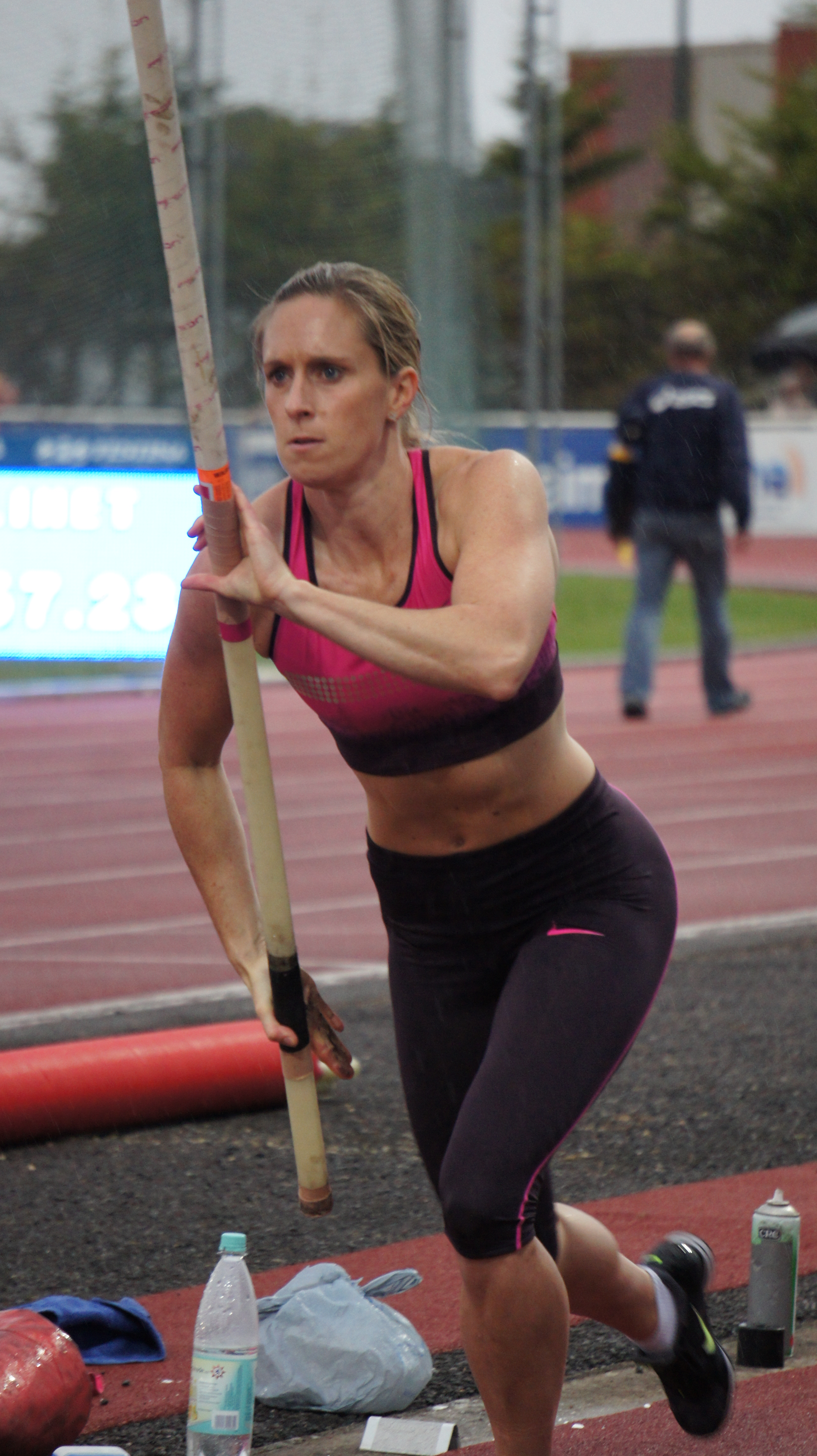
Alana Boyd – ausgeschieden mit 4,30 m

Weitere in Qualifikationsgruppe B ausgeschiedene Stabhochspringerinnen:

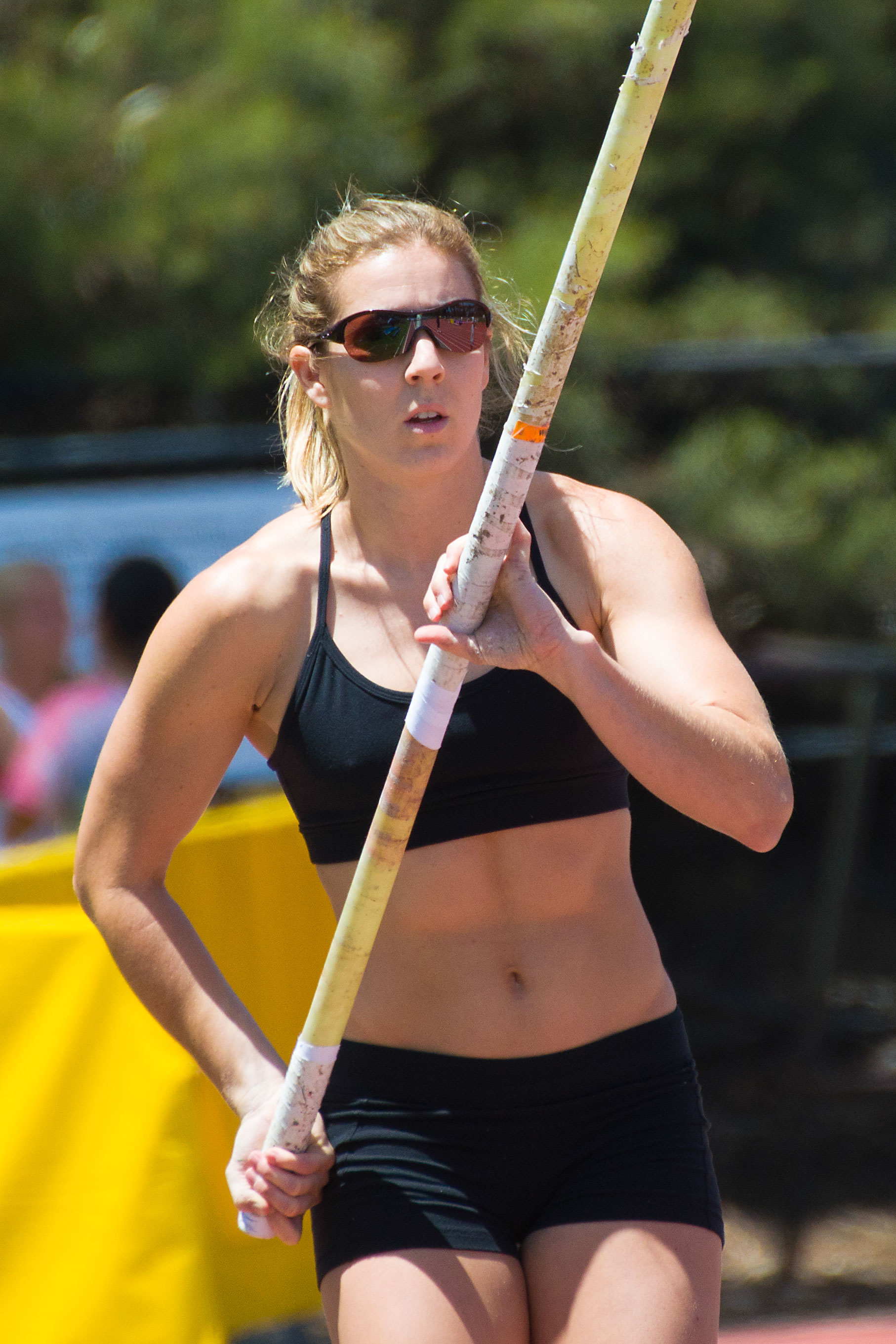
Kelsie Hendry – 4,30 m
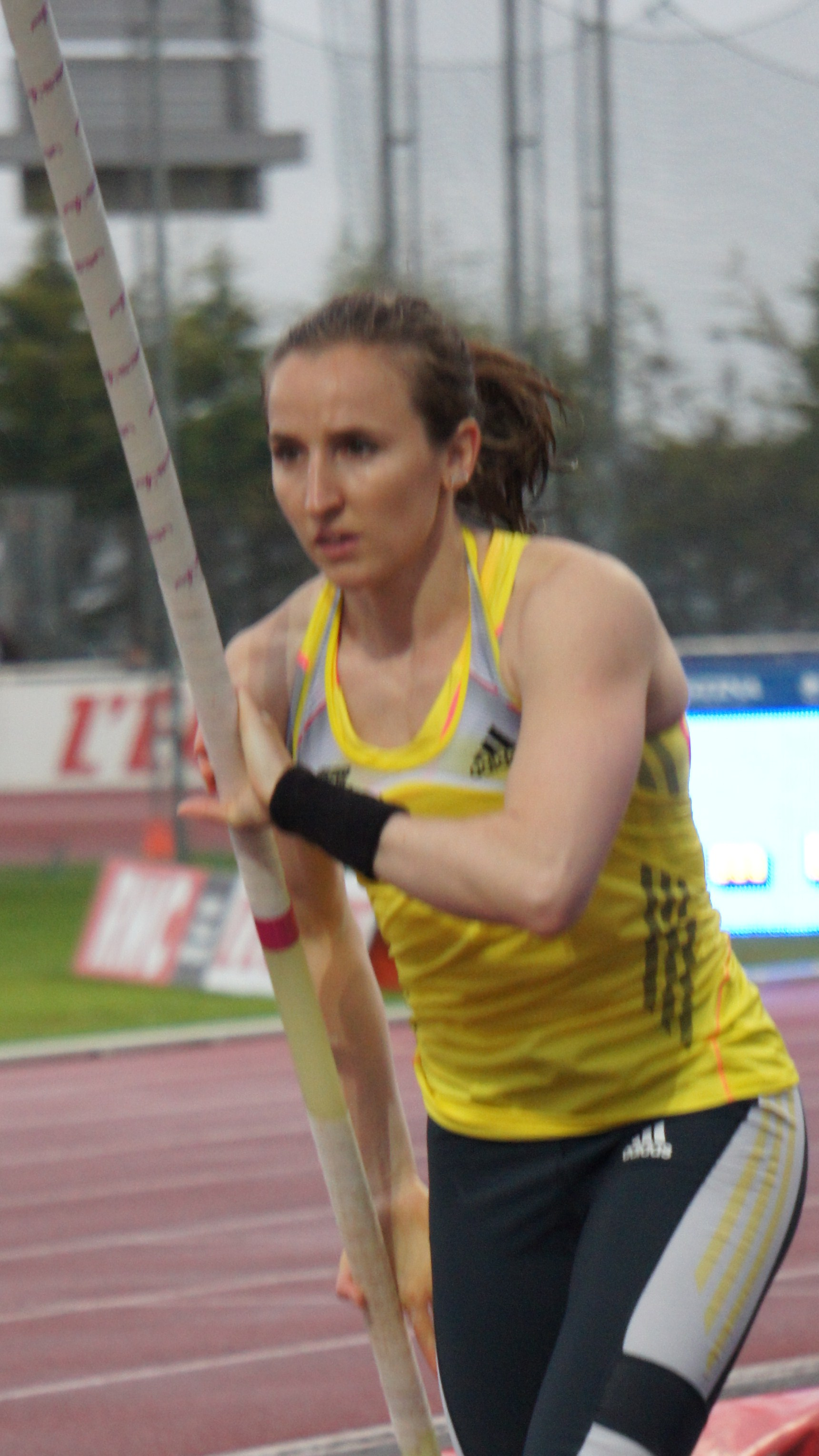
Nicole Büchler – 4,30 m
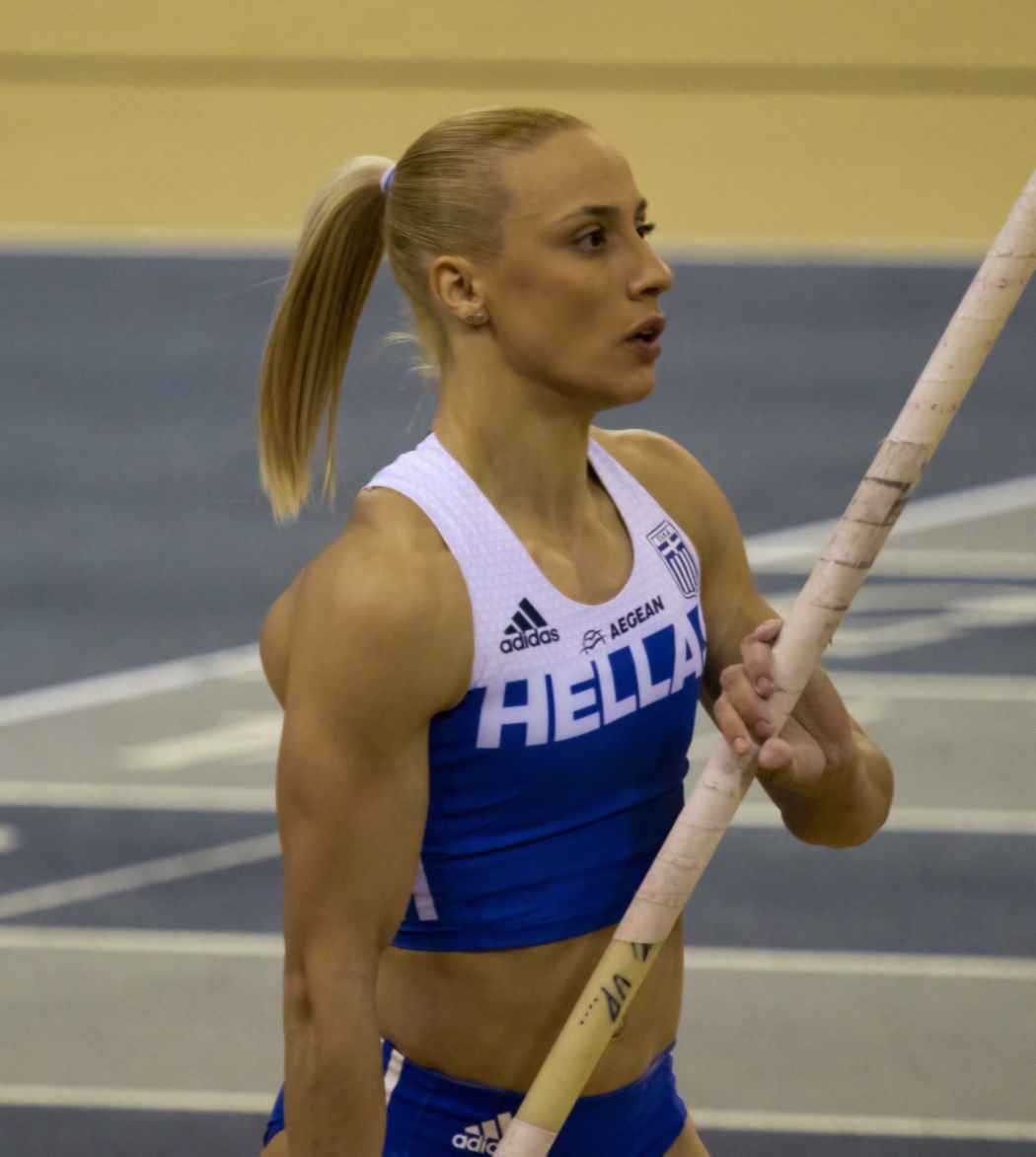
Nikoleta Kyriakopoulou – 4,15 m
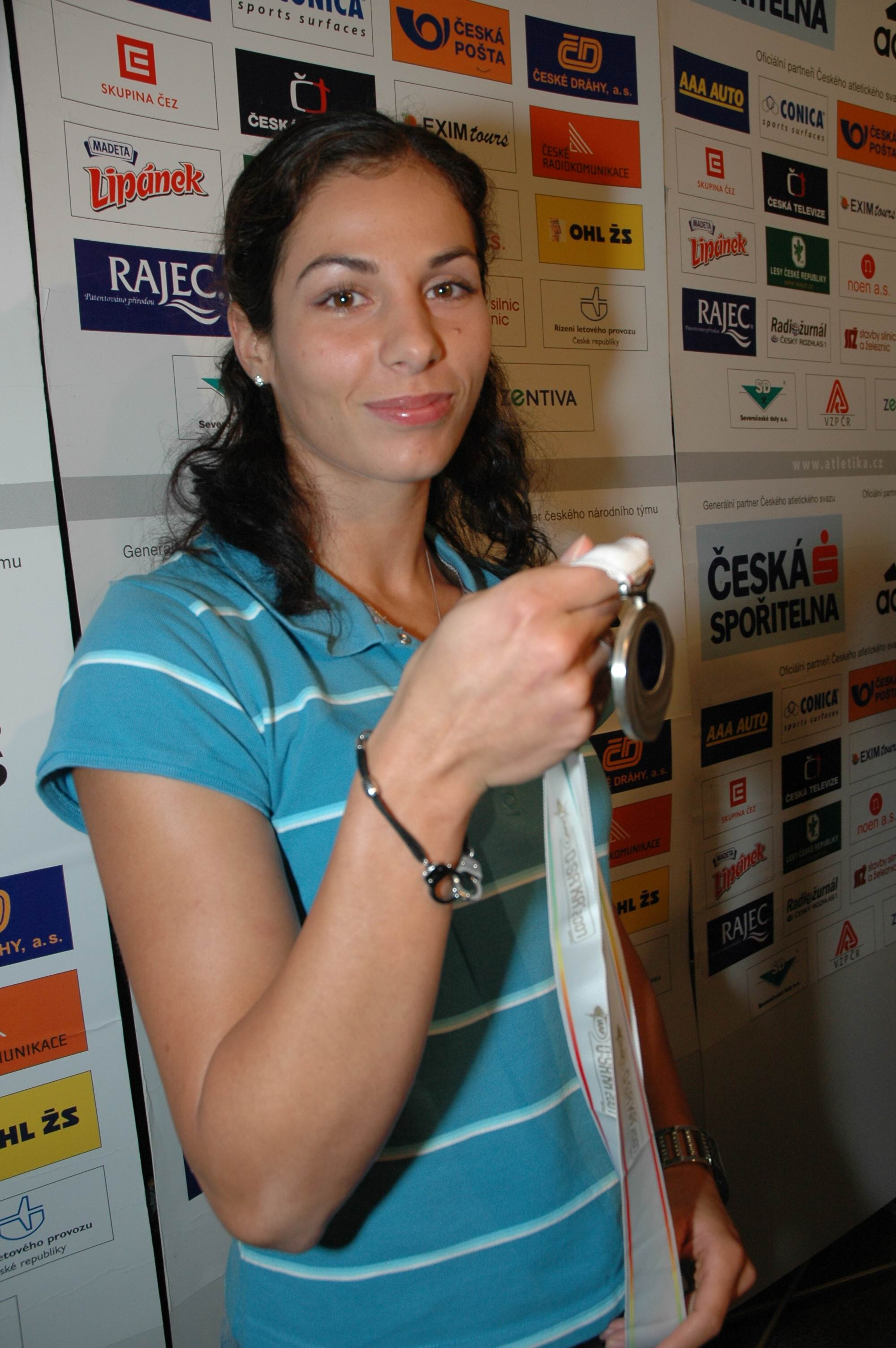
Kateřina Baďurová – ohne gültigen Versuch

## Finale
18. August 2008, 19:20 Uhr

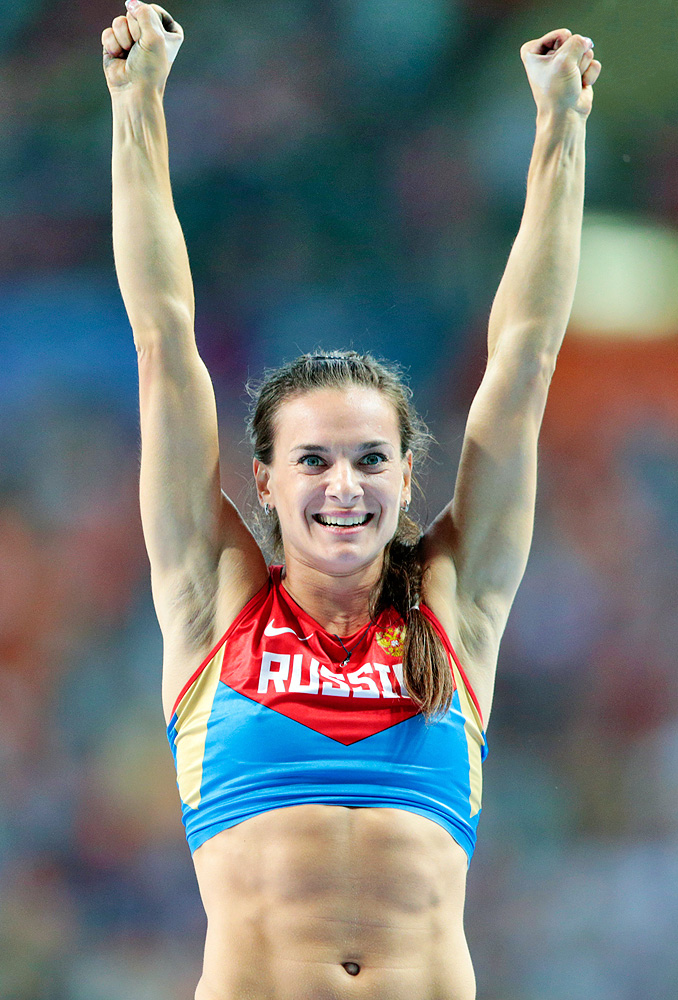
Jelena Issinbajewa wiederholte souverän ihren Olympiasieg

Anmerkung: Die Höhen in der nachfolgenden Tabelle sind in Metern (m) angegeben.
| Platz | Name                  | Nation              | 4,30 | 4,45 | 4,55 | 4,65 | 4,70 | 4,75 | 4,80 | 4,85 | 4,90 | 4,95   | 5,00 | 5,05   | Endresultat | Anmerkung |
| ----- | --------------------- | ------------------- | ---- | ---- | ---- | ---- | ---- | ---- | ---- | ---- | ---- | ------ | ---- | ------ | ----------- | --------- |
| 1     | Jelena Issinbajewa    | Russland            | –    | –    | –    | –    | o    | –    | –    | o    | –    | xxo OR | –    | xxo WR | 5,05        | WR        |
| 2     | Jennifer Stuczynski   | USA                 | –    | –    | o    | –    | o    | xo   | o    | –    | xxx  |        |      |        | 4,80        |           |
| 3     | Swetlana Feofanowa    | Russland            | –    | o    | o    | xo   | –    | o    | xxx  |      |      |        |      |        | 4,75        |           |
| 4     | Julija Golubtschikowa | Russland            | –    | o    | o    | xo   | o    | xo   | xxx  |      |      |        |      |        | 4,75        | PB        |
| 5     | Monika Pyrek          | Polen               | –    | o    | o    | o    | xo   | xxx  |      |      |      |        |      |        | 4,70        |           |
| 6     | Carolin Hingst        | Deutschland         | o    | o    | o    | xxo  | xxx  |      |      |      |      |        |      |        | 4,65        |           |
| 7     | Silke Spiegelburg     | Deutschland         | o    | xo   | o    | xxo  | xxx  |      |      |      |      |        |      |        | 4,65        |           |
| 8     | April Steiner Bennett | USA                 | o    | o    | o    | xxx  |      |      |      |      |      |        |      |        | 4,55        |           |
| 9     | Vanessa Boslak        | Frankreich          | o    | o    | xo   | xxx  |      |      |      |      |      |        |      |        | 4,55        |           |
| 10    | Fabiana Murer         | Brasilien           | –    | o    | –    | xxx  |      |      |      |      |      |        |      |        | 4,45        |           |
| 10    | Anna Rogowska         | Polen               | –    | o    | xxx  |      |      |      |      |      |      |        |      |        | 4,45        |           |
| 12    | Gao Shuying           | Volksrepublik China | o    | xxo  | xxx  |      |      |      |      |      |      |        |      |        | 4,45        |           |

Für das Finale hatten sich zwölf Athletinnen qualifiziert, eine von ihnen über die Qualifikationshöhe und elf weitere über ihre Platzierungen. Vertreten waren drei Russinnen, je zwei Deutsche, US-Amerikanerinnen und Polinnen sowie je eine Teilnehmerin aus Brasilien, China, und Frankreich.
Eindeutige Favoritin war die Russin Jelena Issinbajewa. Bereits zweimal hatte sie in der Olympiasaison ihren eigenen Weltrekord verbessert. Als bisher einzige Stabhochspringerin war sie höher als fünf Meter gesprungen und seit 2004 hatte sie alle großen Meisterschaften für sich entschieden. Sie war die Olympiasiegerin von 2004, die Weltmeisterin von 2005 und 2007 sowie die Europameisterin von 2006. Erste Anwärterinnen auf die weiteren Medaillen waren ihre Landsfrau Swetlana Feofanowa als Olympiazweite von 2004, WM-Dritte von 2007 und EM-Vierte von 2006, die Polin Monika Pyrek als Olympiavierte von 2004, Vizeweltmeisterin von 2005, Vizeeuropameisterin von 2006 und WM-Vierte von 2007 sowie die beiden Tschechinnen Kateřina Baďurová als Vizeweltmeisterin von 2007 und Pavla Hamáčková als WM-Dritte von 2005.
Bei einer Sprunghöhe von 4,70 m waren noch sieben Athletinnen im Wettbewerb. Für Issinbajewa war das ihre Einstiegshöhe. Ohne Fehlversuch waren bislang Pyrek und die US-Amerikanerin Jennifer Stuczynski geblieben, die allerdings 4,65 m ausgelassen hatte. Feofanowa und die dritte Russin im Finale Julija Golubtschikowa hatten jeweils einen Fehlsprung auf ihrem Konto. Die beiden Deutschen Carolin Hingst und Silke Spiegelburg waren mit zwei (Hingst) bzw. drei (Spiegelburg) Fehlversuchen belastet. Issinbajewa, Stuczynski und Golubtschikowa nahmen 4,70 m mit ihren jeweils ersten Sprüngen, Pyrek benötigte zwei Versuche, während Feofanowa diese Höhe ausließ. Die beiden Deutschen scheiterten jeweils dreimal und schieden aus. Carolin Hingst belegte damit Rang sechs, Silke Spiegelburg wurde Siebte.
Nun waren bei jeder neuen Sprunghöhe fünf Zentimeter mehr zu bewältigen. Issinbajewa ließ aus und stieg erst bei 4,85 m wieder ein. Feofanowa nahm 4,75 m als einzige Teilnehmerin im ersten Versuch und übernahm damit die zwischenzeitliche Führung. Stuczynski und Golubtschikowa schafften es mit ihren jeweils zweiten Sprüngen. Monika Pyrek scheiterte dreimal und war damit Fünfte. Die anschließenden 4,80 m waren zu hoch für die beiden neben Issinbajewa noch im Wettbewerb befindlichen Russinnen. Die US-Amerikanerin dagegen übersprang die neue geforderte Höhe gleich beim ersten Mal. So belegte Julija Golubtschikowa mit ihrer neuen persönlichen Bestleistung von 4,75 m Rang vier. Swetlana Feofanowa gewann mit ebenfalls übersprungenen 4,75 m die Bronzemedaille.
Im Duell um Gold bewältigte Issinbajewa zunächst einmal 4,85 m, während Stuczynski dies Höhe ausließ. Das war bei 4,90 m umgekehrt, nur die US-Amerikanerin versuchte sich an dieser Höhe, Issinbajewa ließ aus. Jetzt fiel die Entscheidung, denn Jennifer Stuczynski riss dreimal und hatte so mit übersprungenen 4,80 m die Silbermedaille gewonnen. Für Jelena Issinbajewa, die nun Gold sicher hatte, war der Wettkampf allerdings noch lange nicht zu Ende. Sie übersprang 4,95 m im dritten Versuch, damit hatte sie ihren eigenen olympischen Rekord um vier Zentimeter verbessert. Doch sie wollte noch mehr und ließ anschließend die neue Weltrekordhöhe von 5,05 m auflegen. Mit ihrem dritten Sprung bewältigte sie schließlich auch diese Herausforderung und wurde ihrer Favoritenrolle ganz souverän gerecht.
Jelena Issinbajewa wurde damit zum zweiten Mal Olympiasiegerin nach ihrem Erfolg 2004 in Athen.

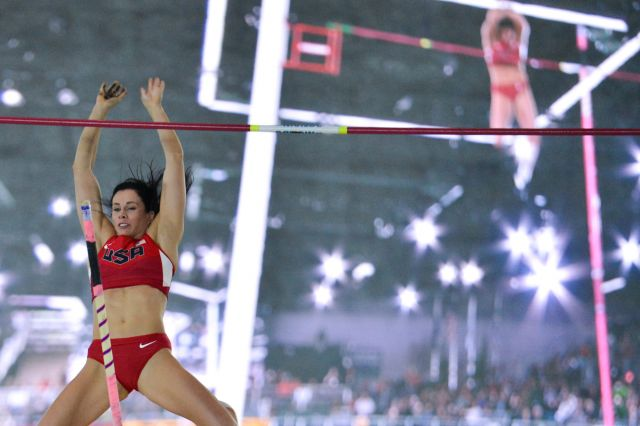
Silbermedaillengewinnerin Jennifer Stuczynski
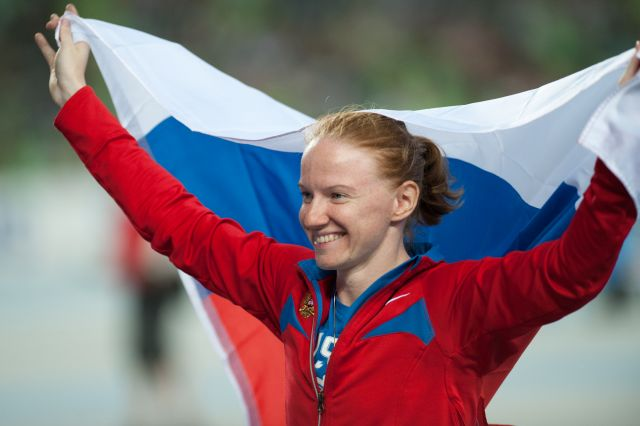
Bronzemedaille für Swetlana Feofanowa
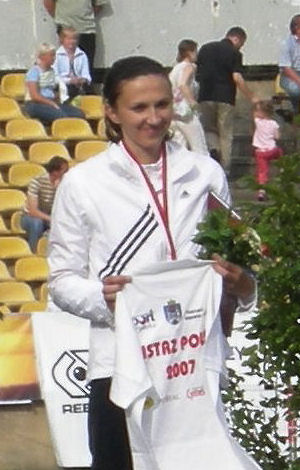
Monika Pyrek kam auf den fünften Rang
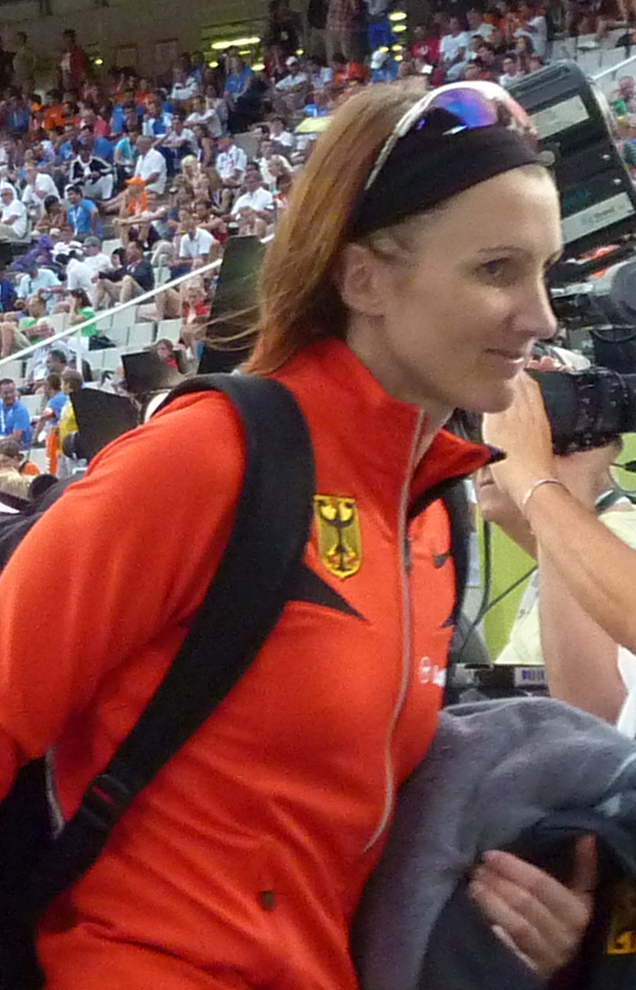
Platz sechs für Carolin Hingst

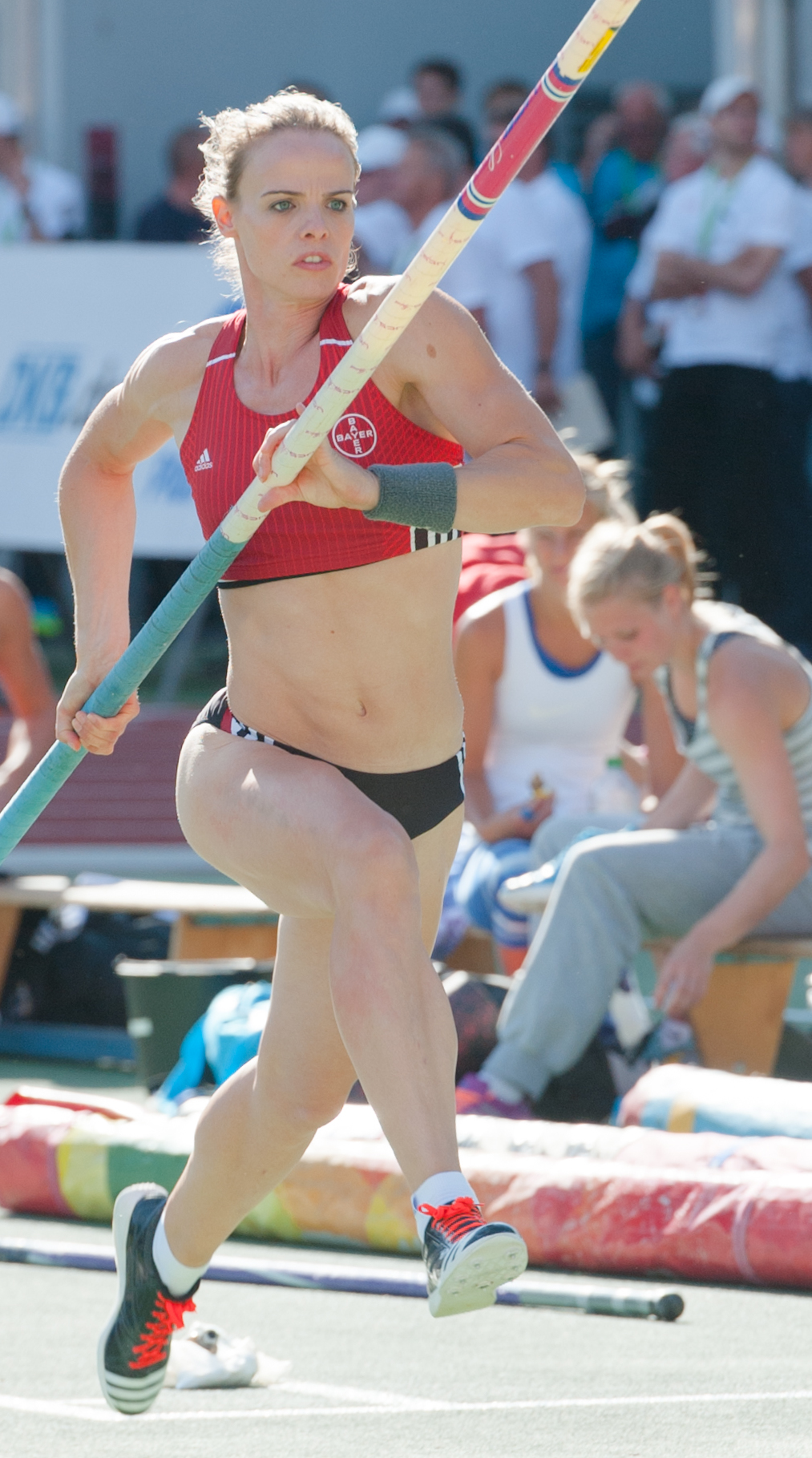
Silke Spiegelburg wurde Olympiasiebte
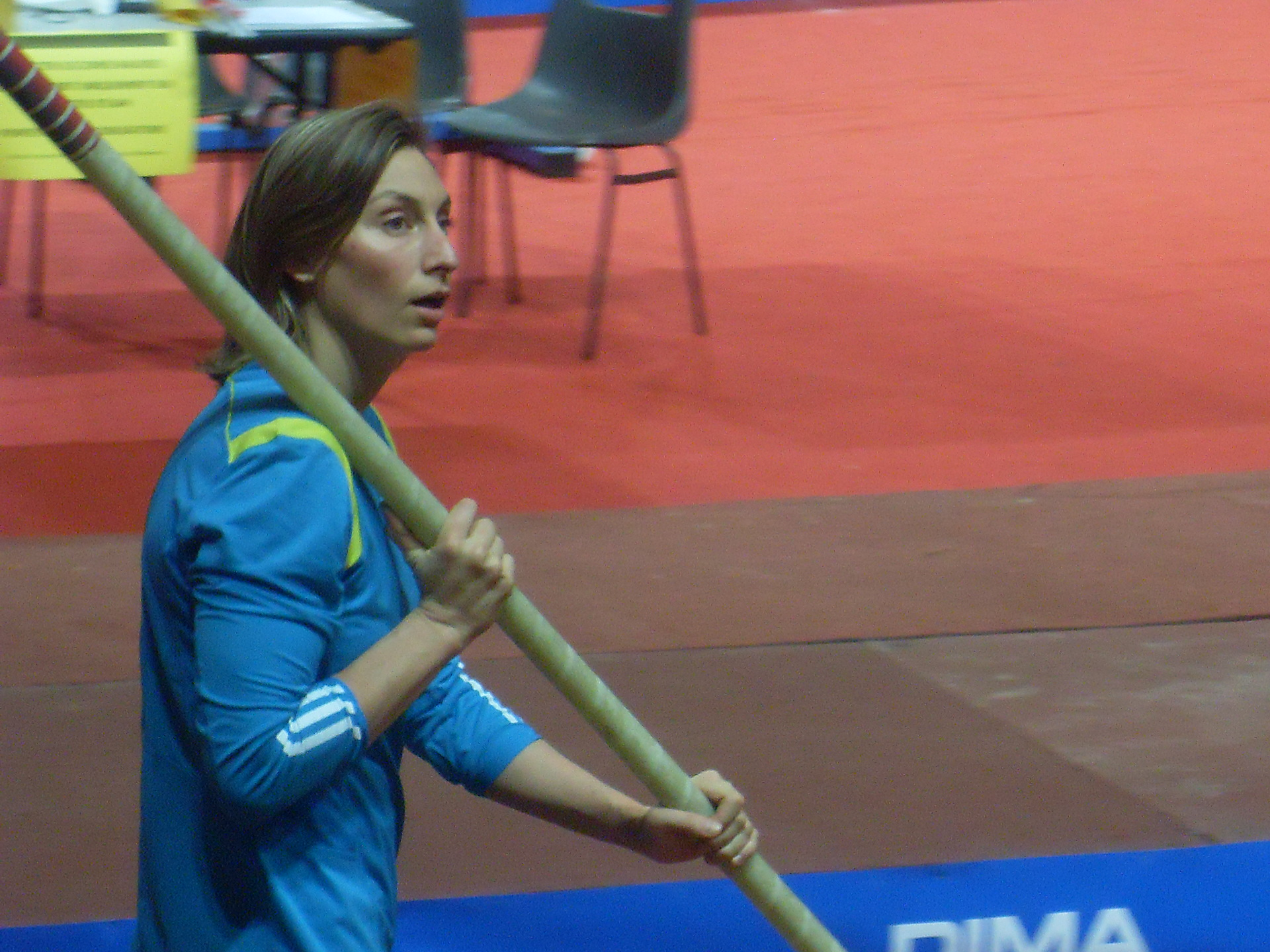
Vanessa Boslak belegte den neunten Rang
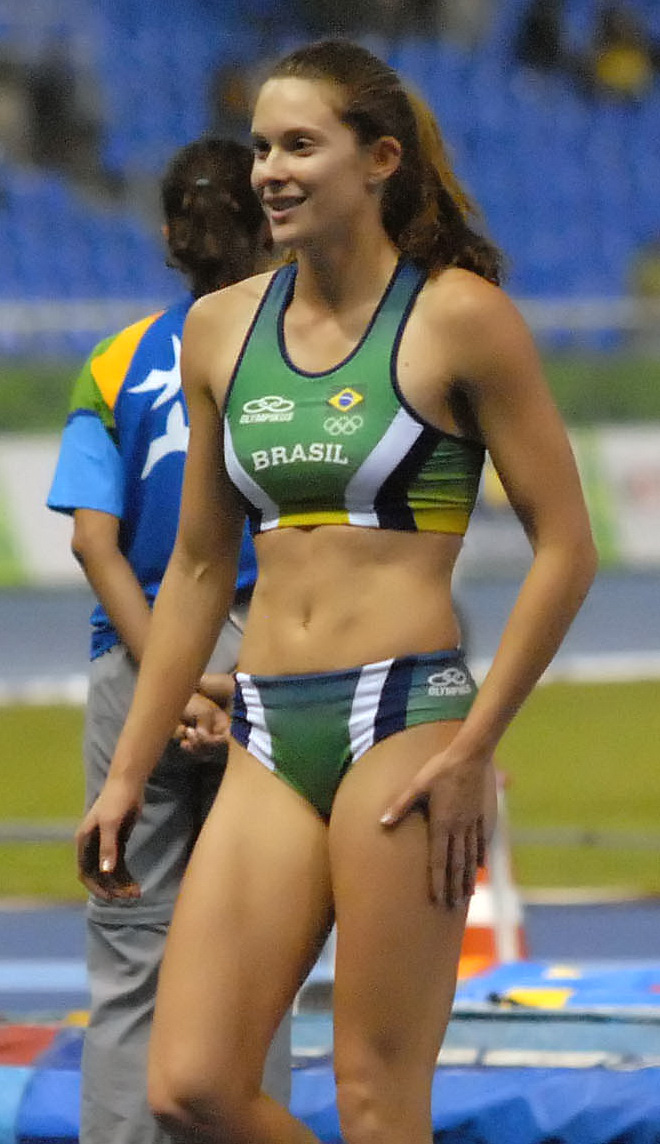
Fabiana Murer – geteilter Rang zehn
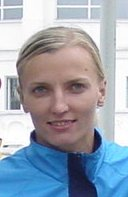
Anna Rogowska erreichte den geteilten zehnten Platz

## Videolinks
- Athletics - Women's Pole Vault Final - Beijing 2008 Summer Olympic Games, youtube.com, abgerufen am 29. Juni 2018
- Yelena Isenbaeva Wins Pole Vault Gold - Beijing 2008 Olympics, youtube.com, abgerufen am 15. März 2022
- Jennifer Stuczynski (USA) - winning silver at the Olympic Games 2008, youtube.com, abgerufen am 15. März 2022
- Silke Spiegelburg (GER) - 4.65m - Olympic Games 2008, youtube.com, abgerufen am 15. März 2022
- April Steiner (USA) - 4.55m - Olympic Games 2008, youtube.com, abgerufen am 15. März 2022